# Joseph Langlois
Pour les articles homonymes, voir Langlois.
Joseph Langlois (né le 15 avril 1909 et mort le 19 novembre 1964) est un notaire et homme politique fédéral du Québec.

## Biographie
Né à Varennes dans la région de la Montérégie, Joseph Langlois devint député de la circonscription de Berthier—Maskinongé pour le compte du Parti libéral du Canada lors des élections de 1949. Réélu dans Berthier—Maskinongé—de Lanaudière en 1953 et en 1957, il ne se représenta pas en 1958.